# Спринг Гарден (Алабама)
Спринг Гарден (енгл. Spring Garden) насељено је место без административног статуса у америчкој савезној држави Алабама.

## Демографија
По попису из 2010. године број становника је 238.
| Група             | 2000.    | 2010.       |
| Белци             | 0 (0,0%) | 229 (96,2%) |
| Афроамериканци    | 0 (0,0%) | 5 (2,1%)    |
| Азијати           | 0 (0,0%) | 0 (0,0%)    |
| Хиспаноамериканци | 0 (0,0%) | 0 (0,0%)    |
| Укупно            | 0        | 238         |